# Гамболов чудесни свет
Гамболов чудесни свет (енгл. The Amazing World of Gumball) је анимирана хумористичка телевизијска серија творца Бена Боклета за Cartoon Network. Примарно продуцирана од стране Cartoon Network Studios Europe-а, први пут се емитовала 3. маја 2011. и завршила се 24. јуна 2019. године. Серија се врти око живота дванаестогодишњег Гамбола Вотерсона, плаве мачке и његовог најбољег пријатеља златне рибице, усвојеног брата 10-годишњег Дарвина, који похађа средњу школу у измишљеном граду Елмору. Често се нађу умешани у разне смицалице широм града, током којих комуницирају са члановима породице—млађом сестром Анесом, мајком Никол и оцем Ричардом—и проширеном екипом споредних ликова.
Јединствена карактеристика серије је недостатак стилског јединства. Ликови су дизајнирани, снимани и анимирани користећи више стилова и техника (стилизована традиционална анимација, луткарство, CGI, кадар-по-кадар, Flash анимација, играна итд.).
Бокле је изјавио 6. септембра 2016. године да ће шеста сезона бити последњи пут да ради на серији и да би продукција могла да се настави без њега. Две године касније, 7. октобра 2018, ретвитовао је блог објаву RegularCapital-а наводећи да ће шеста сезона бити финална, мада би аутор објавио накнадни пост у којем је речено да је могуће више сезона према Turner Northern Europe-у. Након шесте сезоне, мини-серија од шест епизода под називом Дарвинов годишњак најављена је за серију у новембру 2019. године, а затим следи још једна мини-серија под називом Гамболове хронике у октобру 2020. Серија се у Србији емитује на Cartoon Network-у и HBO Max-у. Синхронизацију је радио студио Sinker Media.

## Радња
Серија се врти око живота 12-годишње мачке по имену Гамбол Вотерсон и његове честе смицалице у измишљеном америчком граду Елмору, у пратњи свог усвојеног брата златне рибице и најбољег пријатеља Дарвина. Остали чланови Гамболове породице—његова интелектуална сестра Анеса и отац Ричард, обоје зечеви, и мајка радохоличарка Никол, мачка—често се нађу умешани у Гамболове подвиге. Гамбол похађа школу са својим братом и сестром, где током серије комуницира са својим разним школским колегама из средње школе, најистакнутијим из свог љубавног интереса Пени Фицџералд.

## Улоге
| Пуно име                 | Оригинални глас  | Српски глас                      |
| ------------------------ | ---------------- | -------------------------------- |
| Закари "Гамбол" Вотерсон | Логан Гроув      | Софија Јуричан Драгана Милошевић |
| Дарвин Вотерсон          | Квеси Боакј      | Ђурђина Радић                    |
| Анеса Вотерсон           | Кајла Ковалевски | Ивона Рамбосек Ања Радовановић   |
| Ричард Вотерсон          | Ден Расел        | Ђорђе Марковић                   |
| Никол Вотерсон           | Тереза Галагер   | Сања Петровић                    |
| гђа. Симијан             | Хјуго Харисон    | Немања Живковић                  |